# غلامعلی رجبی‌یزدی
علی رجبی‌ی(۱۱ اسفند ۱۳۴۰یزد) دیپلمات ایرانی ،
کارشناس ارشد دفتر مطعالاعات ۱۳۹۸
سفیر ایران در ایران در مجارستان ۱۳۹۵ تا ۱۳۹۸
مدیرکل اداری ۱۳۹۲ تا ۱۳۹۵ 
معاون مدیرکل وزارتی ۱۳۹۰ تا ۱۳۹۲ .